# Seznam českých katolických laiků perzekvovaných komunistickým režimem

## Perzekuce laiků
Aktivity laiků vadily komunistům svoji práci např. politickou, výchovnou a podporou církevních institucí. Laici tak vytvářeli nezávislé prostředí ve svých rodinách, komunitách a organizacích. Některé aktivity směřovali k vytváření opozice režimu. Hodně aktivit tvořilo nepolitické setkávání na podporu křesťanského života. Komunistický režim ale potlačoval jakékoliv setkávání lidí, které bylo nezávislé. Následná perzekuce vůdčích osobností byla masivní a tresty v podobě vězení a ztráty práce ohrožovaly existenci jejich rodin. 

### Důvod perzekuce
Katoličtí laici, spolu s kněžími a řeholníky, patří k významným skupinám, které byly perzekvovany komunistickou diktaturou. Vliv katolické církve na velkou část národa lze vyjádřit počty křtů a procenty lidí hlásících se ke katolické církvi při sčítání. Komunistický režim po roce 1948 nejdříve útočil proti biskupům a jejich spolupracovníkům, protože chtěl paralyzovat vedení církve a odříznout biskupy od spojení s Vatikánem. Komunisté zároveň soustředili pozornost na tradiční katolické regiony, kde drobní zemědělci (označovaní jako kulaci) odmítali socialistické experimenty JZD a státních statků. Mnoho zemědělců a lidí podporující církev bylo posíláno do PTP, odstraněno akčními výbory ze svých funkcí a zaměstnání a také souzeno.

### Aktivita v církevních organizacích a jejich podpora
Mnoho laiků bylo vězněno pro svou aktivitu v církevních organizacích např. v Katolické akci, hnutí křesťanské dělnické mládeže (JOC), františkánských terciářů, mariánských družin ,Orlu, ČSL atd. Významná skupina, která organizovala činnost laiků v Praze během prvních let komunistického režimu byla pojmenována Rodina. Tvořila ji skupina laiků inspirovaných jezuitou Kolakovičem. Vedoucí roli měli kněží Josef Zvěřina a Ota Mádr. Jejich aktivity směřovaly k vytváření skupin mladých lidí, kteří spolu četli Bibli a věnovali se současným společenským tématům a nesouhlasu s komunistickou diktaturou. Vznikající skupiny se inspirovali hnutím křesťanské dělnické mládeže JOC z Belgie a její členové si říkali jocisté. Komunistická tajná policie se snažla potlačit jakékoliv organizování zejména mládeže a navíc angažovavané ve studentských a dělnických vrstvách. Komunitu studentů JOC a jejich přátelé sledovala StB již od roku 1948 do roku 1958 a někteří z vedoucích skupin byli souzeni v procesech s Katolickou akcí. 

### ČSL, Orel
Početná skupina katolických laiků byla zapojena v Československé straně lidové a tělovýchovné organizaci Orel. Svoji víru se snažili prožívat v politických aktivitách a tím se stávali opozicí komunistické diktatury, která se snažila vedení strany neutralizovat a dosadit do vedení lidi, kteří by byli loajální vůči novému režimu. Podobně členové Orlu byli vnímáni svoji organizováni a vazbou na ČSL a církev jako opozice. 

### Katolická inteligence
Nový komunistický režim se snažil podřídit skupiny, které měly vliv na společenské dění a postoje. Kromě politické opozicie se snažili likvidovat i církevní a nezávislé časopisy, noviny a postihovat spisovatele, učitele na všech stupních škol. 
Skupina katolických intelektuálů byla odsouzena v Procesu se Zelenou internacionalou. Ještě v 80. letech byla podmíněně odsouzena skupina laiků za rozšiřování náboženské literatury (Vladimír Fučík, Květa Kuželová, Adolf Rázek).

## Soudní procesy
Nejznámějším procesům byla věnována pozornost v různých diplomových pracích a publicistice. 
- BÁRTA Josef a spol. - V-691 MV.
- BRADNA Antonín a spol. - V-734 Ostrava.
- Valena František a spol, V-6419 MV, Státní soud v Praze 16.8.1951
- Hofmanová a spol, V-190, krajský soud Hradec Králové, 29. října 1953,
- UNZEITIG Antonín a spol., V-2165 Ostrava, Krajský soud v Olomouci 3-5.11.1953
- Kosatík František a spol, V-2174 Ostrava, Krajský soud v Praze 16.3.1954
- Malíková a spol, V-1716, krajský soud v Praze 1-2.6.1954
- Konzal Jan a spol, V-4155 MV, krajský soud v Praze 7-8.2.1961
- Koutný Oldřich a spol. (Bludov), 4 Ts I 40/51, Státní soud v Praze 7.11.1951, T1/52, okresní soud v Šumperku 10.1.1952

## Seznam perzekvovaných katolických laiků

### A
- Albrecht Oldřich, 20 roků vězení, st. soud Praha 4.7.1952

### B
- Bajerová Vlastimila, 13 roků, St.soud - odd. Brno, hl. líčení Ostrava 24-26.9.1951
- Baníková Julie, 4 roky vězení, V-2489 MV, ŠESTÁK Rudolf a spol.
- Barták Vladislav, 10 let vězení, V-7875 MV, Moštěk a spol, 10 roků vězení, propuštěn po odpykání trestu 21. 9. 1959.
- Běhalová Věra, 7 let vězení, V-691 MV, BÁRTA Josef a spol. - V-691 MV
- Bergrová Viktorie, 6 let vězení,V-2862 MV, PÍCHA Vladimír a spol.
- Berounský Stanislav, 20 let roků vězení, st. soud Praha 4.7.1952
- Bicková Blanka, 10 roků vězení, krajský soud  v Praze 12.6.1954, V-1716, Malíková a spol
- Bilavčík Bohuslav,10 měsíců vězení, V-2021 Brno, Kunčík Jindřich a spol.
- Bilík Ignác, 12 let vězení, V-3180 Brno, DAVÍDEK Felix,VAŠÍČEK Rudolf a spol.
- Brodlová Vlasta, 7 let vězení, BRODLOVÁ Vlasta,KUBEŠOVÁ - V-4817 MV
- Březinová Anna, 3 roky vězení, konfiskace statku, Státní soud v Praze, hlavní líčení 7.11.1951 (proces Koutný a spol., 4 Ts I 40/51)
- Březinová Františka, 4 roky vězení, konfiskace statku, Státní soud v Praze, hlavní líčení 7.11.1951 (proces Koutný a spol., 4 Ts I 40/51)
- Březinová Františka st., 1 rok vězení, Okresní soud v Šumperku, hlavní líčení 10.1.1952 (větev procesu Koutný a spol., T1/52)

### C
- Cikler Zdeněk, 4,5 roku vězení, V 3286, Cikler a spol

### Č
- Čechová Natálie 6 měsíců vězení, V-2174 Ostrava, KOSATÍK František a spol
- Čemus	Miloslav,10 roků vězení, krajský soud v Praze 20. července 1954, V-1711 MV
- Černá Ludmila, 4 roky vězení, V-2174 Ostrava, KOSATÍK František a spol.
- Černoch Alois
- Černý Bohuslav - 20 let, V-6419 MV, Valena František a spol
- Čeřovský Jan, 4 roky vězení, V-5506 MV, Pácha Václav a spol, St. soud v Praze 31.1.1951

### D
- Doležalová Růžena, 1,5 roku vězení, krajský soud v Praze 7-8.2.1961, V-4155 MV
- Drbohlavová Charlota, 2 roky vězení, V-2298 MV, Hošek Josef a spol.
- Dušek Jan, 2 roky vězení, V-454 České Budějovice, V-735 Ostrava, Kašpar Jaroslav a spol
- Dvořáčková Marie, 5 let vězení, V-706 Ostrava, URBAN Alois a spol.
- Dvořáková Božena, 5 měsíců podmíněně, V 3286, Cikler a spol

### E
- Ehrenberger Josef, 4 roky vězení, V-553 MV, EHRENBERGER Josef a spol.
- Eichler Pavel, 11 let vězení, V-2489 MV, ŠESTÁK Rudolf a spol.

### F
- Fajstavrová Ludmila, 18 měsíců vězení, V-190 HradecKrálové, HOFMANOVÁ Antonie a spol, krajský soud Hradec Králové, 29. října 1953
- Feldmann Vladimír, 1 rok vězení, V 3286, Cikler a spol
- Fingerlandová Anna, 12 let vězení,V-2663 MV, Kocábek Josef a spol
- Fridrichová Marie, 7 let vězení, DAVÍDEK Felix,VAŠÍČEK Rudolf a spol.- akce ZVON - V-3180 Brno
- Fučík Bedřich 15 roků vězení, st. soud Praha 4.7.1952, amnestie 1960
- Fučík Vladimír, 8 měsíců podmínečně, obvodní soud Praha 4 - 28.5.1986

### G
- Geryk František, 14 roků, St.soud - odd. Brno, hl. líčení Ostrava 24-26.9.1951
- Gubová Anna, 3 roky vězení, V-691 MV, BÁRTA Josef a spol.

### H
- Hadrava Bedřich, 8 let vězení, V-2174 Ostrava, KOSATÍK František a spol.
- Haková Mlada, 2,5 roku, krajský soud v Praze 7-8.2.1961, V-4155 MV, propuštěna 9.5.1962, amnestie 1962
- Hanč Pavel, 4 roky vězení, krajský soud  v Praze 12.6.1954, V-1716, Malíková a spol
- Hanzelka Václav, 15 roků, St.soud - odd. Brno, hl. líčení Ostrava 24-26.9.1951
- Hampl Josef,3 roky vězení, DAVÍDEK Felix,VAŠÍČEK Rudolf a spol.- akce ZVON - V-3180 Brno
- Haring Jindřich, 3 roky a 6 měsíců vězení, V-553 MV, EHRENBERGER Josef a spol.
- Havel Richard - 17 let, V-6419 MV, Valena František a spol

- Hirsch Vladimír, 2 roky a 6 měsíců vězení, V-469 České Budějovice, ŠIMEK Josef a spol
- Hofmanová Antonie, 6 roků vězení, V-190 HradecKrálové, HOFMANOVÁ Antonie a spol., krajský soud Hradec Králové, 29. října 1953
- Hochman Jan, 4 roky vězení, V-1914 Brno, HOCHMAN Jan a spol.
- Holáň Oldřich, 11 let vězení, V-691 MV, BÁRTA Josef a spol. -
- Holáň Stanislav, 14 roků vězení, V-3180 Brno, DAVÍDEK Felix,VAŠÍČEK Rudolf a spol.
- Holub Jan, 20 roků, St.soud - odd. Brno, hl. líčení Ostrava 24-26.9.1951
- Horáková Libuše, 13 roků vězení, krajský soud Ostrava 25. července 1961
- Horníková Marie, 10 roků, V-331, Krutílek a spol
- Hornyšer František, 3 roky vězení, Okresní soud v Šumperku, hlavní líčení 10.1.1952 (větev procesu Koutný a spol., T1/52)
- Hošek Josef, 15 let vězení,V-2298 MV, Hošek Josef a spol.
- Hovězák Václav, 17 roků vězení, st. soud Praha 4.7.1952
- Högerová Jiřina 5 roků vězení, krajský soud  v Praze 12.6.1954, V-1716, Malíková a spol
- Hrach Stanislav, 2 roky vězení, krajský soud v Praze 7-8.2.1961, V-4155 MV,
- Husičková Františka - 2 roky vězení, V-2174 Ostrava, KOSATÍK František a spol.
- Hübner Antonín, 5 měsíců vězení, 2 roky vězení, V-2273 Ostrava, Chaloupka František a spol.

### Ch
- Chaloupka František, 2 roky vězení, V-2273 Ostrava, Chaloupka František a spol.
- Chlápková Františka, 5 roků vězení, krajský soud Ostrava 25. července 1961,
- Chudáčková Eliška, 6 let, V-979 Plzeň, Koulová Marie a spol.

### J
- Jadrná Marie, 11 let vězení, V-691 MV, BÁRTA Josef a spol.
- Jakeš Jan, 1 rok a 6 měsíců vězení, V-469 České Budějovice, ŠIMEK Josef a spol
- Jančařík František, 1,5 roku vězení, krajský soud v Praze 7-8.2.1961, V-4155 MV,
- Jančařikova Anna, 2,5 roku vězení, krajský soud v Praze 7-8.2.1961, V-4155 MV,propuštěna 9.5.1962, amnestie 1962
- Janík Vladimír,17 let vězení, V-1078 České Budějovice, Dvořák Antonín, Hnila František, Suchomel František a spol
- Janoušek Jan ml - 2 roky vězení, V-522 MV, Janoušek Jan a spol
- Janoušek Jan st - 1 rok vězení
- Janoušková Božena - 18 měsíců
- Jarošová Alžběta, 6 roků vězení, krajský soud Ostrava 25. července 1961
- Jehlička Ladislav 14 roků vězení, st. soud Praha 4.7.1952
- Jiran Alois, 2 roky vězení, V 3286, Cikler a spol
- Jiříčková Anna, 4 měsíce vězení, V-353 Holubníček Josef a spol
- Jukl Rudolf, 7 let, V-2862 MV, PÍCHA Vladimír a spol.
- Jukl Vladimír, 25 let vězení, V-2742 MV, MÁDR Oto a spol

### K
- Kadrnka František, 5 roků vězení, st. soud Praha 4.7.1952
- Kalista Zdeněk, 15 roků vězení,st. soud Praha 4.7.1952, 1960 amnestie
- Kaňák Štěpán, 18 měsíců, V-454 České Budějovice, V-735 Ostrava, Kašpar Jaroslav a spol
- Kaniová Marie, 1 rok vězení, BRADNA Antonín a spol. - V-734 Ostrava
- Karásek Vladimír, 1 rok vězení, BÁRTA Josef a spol. - V-691 MV
- Karhan Ladislav, 18 roků vězení, st. soud Praha 4.7.1952,
- Keller Antonín
- Keller Ludvík
- Kloubková Milada, 8 roků vězení, krajský soud  v Praze 12.6.1954, V-1716, Malíková a spol
- Knap Josef, 11 roků vězení, propuštěn 1955 kvůli rakovině
- Kocián Stanislav
- Kociánová Anna, 11 roků, St.soud - odd. Brno, hl. líčení Ostrava 24-26.9.1951
- Kolman František, 6 let, V-2862 MV, PÍCHA Vladimír a spol.
- Komárek Karel, 10 let vězení,
- Konzal Jan, 3 roky vězení, krajský soud v Praze 7-8.2.1961, V-4155 MV,
- Konzál Pavel, 3,5 roku vězení, V 3286, Cikler a spol
- Konzálová Zdeňka, 2,5 roku vězení, V 3286, Cikler a spol
- Kosatík František - 12 let vězení, V-2174 Ostrava, KOSATÍK František a spol.
- Kosková Anežka, 3 roky vězení, V-2165 Ostrava, UNZEITIG Antonín a spol.
- Kotek Alois, 6 let vězení,V-2022 Brno, PRAŽÁKOVÁ Marie, KOTEK Alois
- Kotulán Jiří, 8 měsíců vězení, BÁRTA Josef a spol. - V-691 MV
- Koulová Milena, 3 roky vězení, V-979 Plzeň, Koulová Marie a spol.
- Koutná Světla, 5 roků vězení, krajský soud Ostrava 25. července 1961
- Kovalová Marie, 14 roků vězení, V-331 Krutílek a spol, Krajský soud v Praze 20.3.1953
- Kratochvílová Božena, 5 let vězení, BÁRTA Josef a spol. - V-691 MV
- Krejčíková Jiřina (provdána Hošková), 15 let vězení, BÁRTA Josef a spol. - V-691 MV
- Kremer Vilém, 16 let vězení, V-1078 České Budějovice, Dvořák Antonín, Hnila František, Suchomel František a spol
- Křelina František, 12 roků vězení, st. soud Praha 4.7.1952, amnestie 1960
- Křižek Vojtěch, 4 roky vězení, r. 1957, V-3358
- Kubešová Božena, 4 roky vězení, BRODLOVÁ Vlasta,KUBEŠOVÁ - V-4817 MV
- Kudělásková Marie, 14 měsíců vězení, V-540 Ostrava, Koryčanská Ludmila a spol
- Kulíšek Bronislav - 12 let vězení, V-2174 Ostrava, KOSATÍK František a spol.
- Kuncíř Ladislav, 10 roků vězení, propuštěn ze zdravotních důvodů r. 1956
- Kunčík Jindřich, 10 let vězení, V-2021 Brno, Kunčík Jindřich a spol.
- Kunešová Marie, 4 roky vězení, V-979 Plzeň, Koulová Marie a spol.
- Kurková Vlasta, 12 roků vězení, krajský soud Ostrava 25. července 1961
- Kuželová Květa, 8 měsíců podmínečně, obvodní soud Praha 4 - 28.5.1986
- Kvapil Karel, 15 měsíců vězení, Okresní soud v Šumperku, hlavní líčení 10.1.1952 (větev procesu Koutný a spol., T1/52)

### L
- Lacina Václav, 10 let vězení
- Lang Josef, 5 let vězení, V-1334 MV, LANG Josef a spol.
- Langar, 7 roků vězení, st. soud Praha 4.7.1954
- Leskovjan František, 18 roků, St.soud - odd. Brno, hl. líčení Ostrava 24-26.9.1951
- Levá Milada, 1,5 roku vězení, V 3286, Cikler a spol
- Lokajíček Miloš, 7 roků vězení, krajský soud  v Praze 12.6.1954, V-1716, Malíková a spol
- Löw Leopold - 7 let, V-6419 MV, Valena František a spol

### M
- Mach Josef
- Malá Božena, 8 let vězení, V-1107 České Budějovice, POLÁČEK Zdeněk a spol.
- Mareš Stanislav, 2 roky vězení, krajský soud v Praze 7-8.2.1961, V-4155 MV,
- Mareška Vojtěch, 7 roků vězení, krajský soud  v Praze 12.6.1954, V-1716, Malíková a spol
- Matějka Jaroslav, bohoslovec, 14 měsíců, St. soud odd. Brno, hl. líčení Ostrava 29.9.1951
- Matůš Jaromír
- Medek Vojtěch, 5 let a 6 měsíců vězení, V-2165 Ostrava, UNZEITIG Antonín a spol.
- Mejzlík Jan, 4 roky vězení, V-2174 Ostrava, KOSATÍK František a spol.
- Mikeska Antonín, 9 let vězení, V-776 Ostrava, UNGER Adolf a spol.
- Mikliš Dominik, 6 let vězení, V-3180 Brno, DAVÍDEK Felix,VAŠÍČEK Rudolf a spol.
- Mikule Josef, 3 roky vězení, V-2174 Ostrava, KOSATÍK František a spol.
- Minařík Vladimír, 22let vězení, V-1078 České Budějovice, Dvořák Antonín, Hnila František, Suchomel František a spol
- Myslivec Josef, 10 let vězení, krajský soud v Praze 15.3.1953

### N
- Nebeská Marie, katechetka, Sokolov, 2 roky a 6 měsíců vězení, BAREŠ Václav a spol. - V-10497 Plzeň, St.soud v Praze 18.12.195
- Němčický Josef, 8 let vězení, V-2021 Brno, Kunčík Jindřich a spol.
- Němec František, 5 let vězení, V-2165 Ostrava, UNZEITIG Antonín a spol.
- Němec Miroslav, 3 roky vězení, V-979 Plzeň, Koulová Marie a spol.
- Neuwirth Antonín, 12 let vězení, V-2489 MV, ŠESTÁK Rudolf a spol.
- Neuwirth Vladimír, 14 let vězení,

### O
- Ondráš František, 7 let vězení, V-2298 MV, Hošek Josef a spol.

### P
- Papáčková Kristýna, 7 let vězení, V-1107 ČeskéBudějovice, POLÁČEK Zdeněk a spol.
- Pavlíková Jarmila, 2 roky a 6 měsíců vězení, V-979 Plzeň, Koulová Marie a spol.
- Pejčoch Karel - 14 let vězení, V-2174 Ostrava, KOSATÍK František a spol.
- Pejšková Vilma, 1 rok a 8 měsíců vězení, V-553 MV, EHRENBERGER Josef a spol.
- Pellerová Elena, 8 let vězení, BÁRTA Josef a spol. - V-691 MV
- Pernikář Josef, kr.soud Brno 19-21.12.1960, 14 měsíců
- Pešat Alexius, 4 roky vězení,
- Petrová Marie
- Pieschová Laura, 4 roky vězení, V-2061 Ústí nad Labem, Just Josef, Pieschová Laura
- Píchová Božena, 12 let vězení V-1078 České Budějovice, Dvořák Antonín, Hnila František, Suchomel František a spol
- Pijáček Josef, 8 let vězení, V-2021 Brno, Kunčík Jindřich a spol.
- Pilík Václav, 11 roků vězení, St. soud odd. Brno, hl. líčení Ostrava 29.9.1951
- Pinkavová - 18 měsíců vězení, V-2174 Ostrava, KOSATÍK František a spol.
- Plocek Josef - 13 let vězení, V-6419 MV, Valena František a spol
- Pluháček Josef, 6 let vězení, DAVÍDEK Felix,VAŠÍČEK Rudolf a spol.- akce ZVON - V-3180 Brno
- Pokorný Jiří, 10 roků vězení, amnestie 1960, odsouzen za KA
- Polášek Karel, 10 roků vězení, krajský soud Ostrava 25. července 1961, amnestie 9.5.1960
- Popelka Miloslav, 1 rok vězení, V-2021 Brno, Kunčík Jindřich a spol.
- Porázik Ivan, 11 let vězení, V-2489 MV, ŠESTÁK Rudolf a spol.
- Pražáková Marie, 12 let vězení, V-2022 Brno, PRAŽÁKOVÁ Marie, KOTEK Alois
- Prda Petr, 6 let vězení, V-2165 Ostrava, UNZEITIG Antonín a spol.
- Procházková Terezie, 13 let vězení, BÁRTA Josef a spol. - V-691 MV
- Prokůpek Václav, 22 roků vězení, st. soud Praha 4.7.1952, amnestie 1964
- Přikrylová Vlasta, 1 rok vězení, DAVÍDEK Felix,VAŠÍČEK Rudolf a spol.- akce ZVON - V-3180 Brno
- Puobiš Ján, 14 let vězení, V-2489 MV, ŠESTÁK Rudolf a spol.
- Pták Václav

### R
- Rašková Marie, 10 roků, St.soud - odd. Brno, hl. líčení Ostrava 24-26.9.1951
- Rázek Adolf, 3 roky vězení, V-553 MV, EHRENBERGER Josef a spol.; 6 měsíců podmínečně, obvodní soud Praha 4 - 28.5.1986
- Razík Mečislav - 15 let, V-6419 MV, Valena František a spol
- Reimer Jan, 7 let vězení, V-2174 Ostrava, KOSATÍK František a spol.
- Remišer Jan, 4 roky vězení, V-1334 MV, LANG Josef a spol.
- Renč Václav, 25 roků vězení, soud 1952
- Rozehnal Alois, 12 let vězení, V-7875 MV, Moštěk a spol, podmínečně propuštěn 22. 6. 1956
- Rybenská Františka, 7 let vězení, V-691 MV, BÁRTA Josef a spol.

### Ř
- Řezníček Karel, 12 let vězení, V-2768 MV, ŘEZNÍČEK Karel a spol
- Řihák Jaroslav, 9 let vězení, V-691 MV, BÁRTA Josef a spol.

### S
- Satke Antonín, 4,5 roku vězení, krajský soud Ostrava 25. července 1961
- Sedoník Josef, 9 roků, St.soud - odd. Brno, hl. líčení Ostrava 24-26.9.1951
- Schrutz Josef, 6 let vězení, V-6438 MV, ČÁP Alois spol.
- Skácel Miloslav, 17 roků v+zení, st. soud Praha 4.7.1952, amnestie 1960
- Skalická Anna, 4 roky vězení, V-2165 Ostrava, UNZEITIG Antonín a spol.
- Skládal Vojtěch, 7 měsíců vězení, 2 roky vězení, V-2273 Ostrava, Chaloupka František a spol.
- Sklenář Josef, 12 let vězení, V-5086 MV, SKLENÁŘJosef, SKLENÁŘOVÁ Vilma
- Sklenářová Vilma, 3 roky vězení, V-5086 MV, SKLENÁŘJosef, SKLENÁŘOVÁ Vilma
- Skořepová Marie, 4 roky a 6 měsíců), V-553 MV, EHRENBERGER Josef a spol.
- Skřížovská Emilie, 14 měsíců, V-540 Ostrava, Koryčanská Ludmila a spol
- Smorádková Antonie, 10 let vězení, V-2332 MV, TOMANOCZYJosef a spol.
- Soběslavská Marie, 2 roky, St. soud odd. Brno, hl. líčení Ostrava 29.9.1951
- Spisar Josef, 8 roků, St.soud - odd. Brno, hl. líčení Ostrava 24-26.9.1951
- Sršeň Ladislav, 2 roky vězení, V-1334 MV, LANG Josef a spol.
- Stanislavová Marie, 12 roků, St.soud - odd. Brno, hl. líčení Ostrava 24-26.9.1951
- Stavělová Olga, ml., 14 let vězení, V-691 MV, BÁRTA Josef a spol.
- Stavělová Olga, st., 8 let vězení, V-691 MV, BÁRTA Josef a spol.
- Suk Bohumil, 6 let vězení, V-2174 Ostrava, KOSATÍK František a spol.
- Svinka Adolf - 15 let, V-6419 MV, Valena František a spol
- Svobodová Ludmila

### Š
- Šimek Josef, 2 roky vězení, V-469 České Budějovice, ŠIMEK Josef a spol
- Šiška Karel, 4 roky vězení, V-2165 Ostrava, UNZEITIG Antonín a spol.
- Škabradová Zdeňka, 1 rok a 10 měsíců vězení, V-553 MV, EHRENBERGER Josef a spol.
- Škrabánek Josef, 18 měsíců, V-2174 Ostrava, KOSATÍK František a spol.
- Šmejkal Václav, 1 rok vězení, V-469 České Budějovice, ŠIMEK Josef a spol
- Šoltés Josef (15. 4. 1926, Brno, 14 let), BÁRTA Josef a spol. - V-691 MV
- Šoustal Josef, dva roky vězení, V-190 HradecKrálové, HOFMANOVÁ Antonie a spol, krajský soud Hradec Králové, 29. října 1953
- Šoustar Jiří, 2 roky a 6 měsíců vězení, V-2021 Brno, Kunčík Jindřich a spol.
- Štorzerová Kamila - 3 roky vězení, V-2174 Ostrava, KOSATÍK František a spol.
- Šupka Pavel, 5 let vězení, V-1177 MV, ŠUPKA Pavel a spol.
- Švecová Anna, 16 let vězení, V-1078 České Budějovice, Dvořák Antonín, Hnila František, Suchomel František a spol

### T
- Tělupil Miroslav - 10 let vězení, V-454 České Budějovice, V-735 Ostrava, Kašpar Jaroslav a spol
- Tkáč Antonín, 6 let vězení, V-706 Ostrava, URBAN Alois a spol.
- Tománek Jaroslav,
- Tománek Vladimír,
- Tomek Miroslav, 17 let vězení, BÁRTA Josef a spol. - V-691 MV, amnestie 1962
- Tulachová Anežka, 2 roky vězení, V-1107 České Budějovice, POLÁČEK Zdeněk a spol.
- Tvrdá Filomena 15 let vězení, V-1078 České Budějovice, Dvořák Antonín, Hnila František, Suchomel František a spol

### U
- Uher Jan, 6 let vězení, V-706 Ostrava, URBAN Alois a spol.

### V
- Vacková Růžena, 22 let vězení, V-2742 MV, MÁDR Oto a spol
- Valena František - 22 let vězení, V-6419 MV, Valena František a spol
- Válová Anna, 18 let vězení, V-1078 České Budějovice, Dvořák Antonín, Hnila František, Suchomel František a spol
- Vančura Jaroslav, 4 roky vězení, V-979 Plzeň, Koulová Marie a spol.
- Vaněk Václav - 16 let, V-6419 MV, Valena František a spol
- Vařeka Ladislav (2 roky a 6 měsíců vězení, DAVÍDEK Felix,VAŠÍČEK Rudolf a spol.- akce ZVON - V-3180 Brno
- Vaško Václav, 13 let vězení, V-2298 MV, Hošek Josef a spol.
- Vavrochová Růžena, Priscila, 7 let vězení, V-5485 MV, Juřík František a spol
- Velíková Jana, 10 let vězení, BÁRTA Josef a spol. - V-691 MV
- Vlček Josef - 21 let, V-6419 MV, Valena František a spol
- Voráček Rudolf, 7 let vězení, V-6388 MV, WÁGNER Václav a spol.
- Vrbenský Jaroslav, 12 let vězení, BRADNA Antonín a spol. - V-734 Ostrava
- Vynikal Václav (22. 7. 1921, V-2174 Ostrava, KOSATÍK František a spol.

### Z
- Zahradníček Jan, 13 roků vězení, st. soud Praha 4.7.1952
- Zadníčková Ludmila, 2 roky a 6 měsíců vězení, V-1107 České Budějovice, POLÁČEK Zdeněk a spol.
- Zbrojová Marie, V-331 Krutílek a spol, Krajský soud v Praze 20.3.1953
- Zeidlerová Jiřina, 4 roky vězení, krajský soud Ostrava 25. července 1961
- Zelený Zdeněk, 15 roků vězení, St. soud odd. Brno, hl. líčení Ostrava 29.9.1951
- Zemanová Josefa, 10 let vězení, BÁRTA Josef a spol. - V-691 MV
- Zuchnický Václav, 2 roky 6 měsíců vězení, Ostrava
- Zvířecí Karel, 5 let vězení, V-1107 České Budějovice, POLÁČEK, Zdeněk a spol.

### Ž
- Žalobín Juraj, 11 let vězení, V-2489 MV, ŠESTÁK Rudolf a spol.
- Žídek Leo 8 let vězení, BRADNA Antonín a spol. - V-734 Ostrava